# Bernie Nolan
Pour les articles homonymes, voir Nolan.
Bernadette Therese "Bernie" Nolan , née le 17 octobre 1960 à Dublin et morte le 4 juillet 2013 dans le Comté de Surrey, est une chanteuse et actrice irlandaise. Elle était la principale chanteuse du groupe de pop féminin The Nolans, avec ses sœurs Anne, Denise, Maureen, Linda et Coleen. 

## Biographie
Fille de Tommy et de Maureen Nolan, chanteurs professionnels, elle grandit dans un environnement familial difficile, miné par l'alcoolisme de son père. La brutalité paternelle envers ses sœurs, sa mère et elle-même, lui laisse un souvenir douloureux. Deux ans après sa naissance, sa famille déménage à Blackpool en Angleterre. Bernie commence à chanter dans les bars et les clubs, aux côtés de ses sœurs et de ses parents.

## The Nolans(1974-1994)
En 1974, Bernie et ses sœurs forment le girl group The Nolan Sisters, avant que ce nom ne soit finalement raccourci en The Nolans en 1980.
D'abord timide, la notoriété du groupe démarre lors d'un passage dans l'émission télévisée It's Cliff Richard en 1974. L'année suivante, le jeune groupe accompagne Frank Sinatra lors des étapes européennes de sa tournée mondiale. 
En 1979, Bernie et ses sœurs se font connaître grâce au titre I'm In the Mood for Dancing, un single qui se hisse parmi les trois premiers titres des charts britanniques en février 1980. La chanson, qui mêle des sons pop et disco, connaît un franc succès en Nouvelle-Zélande et au Japon, où elle atteint le rang de hit n°1, avec l'album Making Waves.

## Carrière d'actrice (1994-2005)
En 1994, Bernie Nolan décide de quitter The Nolans pour se consacrer à une carrière d'actrice. C'est d'abord pendant l'émission pour la jeunesse On the Waterfront, diffusée le samedi sur la BBC, qu'elle se découvre un talent pour la comédie. Après avoir fait de petites apparitions sur le petit écran, elle obtient un rôle plus marquant en rejoignant le casting du soap opera Brookside, en tant que Diane Murray. En 2002, elle quitte la série pour jouer le rôle de Sheelagh Murphy dans le feuilleton The Bill, diffusé sur ITV1, jusqu'en 2005. Cette année-là, elle décide de mettre un terme à sa carrière d'actrice pour faire son retour dans le monde de la chanson.

## Retour à la chanson (2004-2013)
Elle sort son premier album solo All By Myself en 2005. 
En 2009, Bernie reforme The Nolans avec ses sœurs Coleen, Linda and Maureen et le groupe se lance dans une tournée à travers l'Irlande et le Royaume-Uni. Un nouvel album,  I'm in the Mood Again, naît de leur nouvelle collaboration et figure en 22e place dans les charts britanniques. 
En 2010, elle participe à l'émission télévisée Popstar to Operastar sur ITV1, un défi invitant des chanteurs de musique pop à interpréter de l'opéra, en duo avec Katherine Jenkins. Elle s'incline devant Darius Campbell.
Mariée au batteur Steve Doneathy à Lancashire en 1996, elle est mère de deux filles, Kate, mort-née en 1997, et Erin, née en 1999.

## Décès
En février 2010, alors qu'elle participe à l'émission Popstar to Operastar, Bernie Nolan apprend qu'elle souffre d'un cancer du sein. Malgré un long combat et un traitement intensif, la maladie se généralise et s'avère incurable. Elle décède dans son sommeil à son domicile de Surrey le 4 juillet 2013, âgée de 52 ans.

## Filmographie
- 1990 : Family Fortunes (série TV) : Princesse Priscilla (épisode Celebrity Christmas Special 2)
- 1996 : ChuckleVision (série TV) : Mère (épisode Chuckles in Charge)
- 2000 : Brookside (série TV) : Diane Murray
- 2003-2005 : The Bill : Sgt. Sheelagh Murphy